# Хрестоносець (фільм, 1932)
Хрестоносець (англ. The Crusader) — американський кінофільм, драма режисера Френка Р. Стреєра 1932 року.

## Сюжет
Гангстери, щоб позбутися від окружного прокурора, шантажуючи його через його дочку.

## У ролях
- Евелін Брент — Тесс Брендон
- Х.Б. Ворнер — Філіп Брендон
- Лью Коуді — Джиммі Дейл
- Нед Спаркс — Едді Крейн
- Волтер Байрон — Джо Карсон
- Марселін Дей — Марсія Брендон
- Джон Ст. Поліс — Роберт Хенлі
- Артур Хойт — Оскар Шейн
- Ара Хесвелл — Медж Блейк
- Джозеф В. Джирард — начальник детективів Корріган
- Сід Сейлор — Гаррі Смолтс
- Ллойд Інгрехам — староста Джон Елтон